# Ренненкампфы
Ренненкампф (нем. Edle von Rennenkampff) — дворянский род, происходящий из епископства Оснабрюкского и восходящий к началу XVII века.
Иоахим Ренненкампф (умер в 1658 г.) был профессором законоведения в рижской гимназии, а затем рижским ратсгером. Карл-Фридрих Ренненкампф (умер в 1848 г.) был помощником начальника Императорской военной академии, его сын Константин Карлович (1826—1897) — статс-секретарем, сенатором и главноуправляющим собственной Его Императорского Величества канцелярией.
О Николае Карловиче Ренненкампф и его сыне Владимире см. ниже. Род Ренненкампф внесён в дворянский матрикул Лифляндской и Эстляндской губерний и в VI и II части родословных книг Московской, Санкт-Петербургской и Черниговской губерний.

## Известные представители рода
- Ренненкампф, Александр фон — немецкий историк и коллекционер.
- Ренненкампф, Антон Александрович (1801—1874) — русский генерал-майор, участник Венгерского похода 1849 года.
- Ренненкампф, Дитрих Иоганн (XVIII век) — генерал-поручик русской службы.
- Ренненкампф, Карл Павлович (1788—1848) — генерал-лейтенант, вице-директор Императорской Военной академии.
- Ренненкампф, Константин Карлович (1826—1896) — русский государственный деятель, управляющий С. Е. И. В. канцелярией.
- Ренненкампф, Николай Карлович (1832—1899) — профессор-правовед, юрист, Киевский городской голова в 1875—1879 годах.
- Ренненкампф, Павел:[править]  - Ренненкампф, Павел Карлович (1854—1918) — русский генерал, участник Первой мировой войны.
  -  Ренненкампф, Павел Петрович (1817—1891) — русский флотоводец, контр-адмирал, участник Крымской войны.
  -  Ренненкампф, Павел Яковлевич (1790—1857) — барон, русский генерал, участник Крымской войны.

## Описание герба
Щит пересечен голубым по красному. В верхнем голубом поле возникающие друг к другу серебряный лев, держащий перед собой меч, и золотой грифон, держащий перед собой «кухонный нож».
Щит увенчан двумя коронованными дворянскими шлемами. Нашлемники: правый — серебряный лев, держащий перед собой меч; левый — золотой грифон, держащий перед собой «кухонный нож». Намет голубой, подложенный серебром и золотом.